# 善派
善派（ぜんぱ）は、鎌倉時代に大和国（奈良県）を中心に活躍した仏師の一派。大和に多く残る天平彫刻に範をとりながらも、あわせて定朝様の名残ともいえる平安時代の穏やかな作風も残し、名に善の字を付けた一派。

## 概要
西大寺の中興で深い関係が伺われる叡尊の発願により、善慶の清涼寺式釈迦如来像、善円の愛染明王像など西大寺の諸像を造立した。肖像彫刻に優れていた善春は、叡尊像を制作した。また、唐招提寺の清涼寺式釈迦如来像も、善派の作品と指摘されている。

## 作風
善派は仏師毎に固有の作風を備えている。このため、東大寺再建のような組織的な事業には向かなかった。蓮華王院の諸像に善派の関与を指摘されるものがある。